# Serie A1 1997-1998 (rugby a 15)
La serie A1 1997-98 fu il 68º campionato nazionale italiano di rugby a 15 di prima divisione.
Si tenne dal 16 novembre 1997 al 6 giugno 1998 tra 12 squadre su un'insolita struttura a gironi con ripescaggio della prima squadra classificata della poule-salvezza, e iniziò a novembre con un calendario che favorisse i raduni della Nazionale impegnata nei test match con le squadre dell'allora Cinque Nazioni.
Tale torneo vide il tramonto definitivo dell'Amatori Milano targato Silvio Berlusconi, alla sua ultima stagione di sempre in prima divisione e, di fatto, l'inizio della fine del club che si protrasse per tutto il primo decennio del secolo successivo: la squadra, dopo il previsto smantellamento della polisportiva rossonera, e privata di alcuni elementi di rilievo, non riuscì a qualificarsi ai play-off e a fine stagione, pur non essendo retrocessa, cedette giocatori e titolo sportivo al Calvisano che, dalla stagione successiva, prese il nome di Amatori & Calvisano. Anche una volta riacquisito il proprio titolo sportivo nel 2002, l'Amatori non ritornò mai in più in massima divisione prima dello scioglimento societario nel 2011.
Il Benetton giunse alla sua decima finale sulle undici edizioni di campionato a play-off fino ad allora disputati; avversario di turno il Petrarca che, allo stadio Dall'Ara di Bologna, fu regolato al termine di una gara chiusa e senza mete finita 9-3 per i trevigiani, frutto di tre piazzati di Lance Sherrell per il Benetton e di uno di Clive Berry per i padovani.
Il Bologna e il Livorno retrocedettero in serie A2; da segnalare, inoltre, il ritorno in A1 delle Fiamme Oro a 19 anni dal loro scioglimento avvenuto nel 1978; il gruppo sportivo della Polizia di Stato, nel frattempo migrato da Padova a Roma passando anche per Milano, riuscì a guadagnare un'agevole salvezza.

## Formula
Il campionato fu diviso in due fasi: la prima fase di due gironi da sei squadre ciascuno: le prime tre di ogni girone accedettero alla Poule scudetto mentre le ultime tre alla Poule salvezza.
Di quest'ultima, la quinta e la sesta classificata retrocedettero in serie A2, mentre la prima fu ripescata per il turno preliminare di play-off scudetto.
Della Poule scudetto accedettero ai play-off per il titolo le prime quattro; la terza classificata dovette affrontare un turno preliminare contro la vincitrice del campionato di A2, mentre la quarta incrociò la vincitrice della Poule salvezza.
Entrambi gli incontri furono in gara unica in casa delle due squadre provenienti dalla Poule scudetto, e i vincitori furono ammessi alle semifinali rispettivamente come terza e quarta classificata.
In semifinale la vincitrice della Poule scudetto affrontò la quarta classificata, e la seconda affrontò la terza; le gare furono con la formula dell'andata e ritorno, con la seconda gara in casa della miglior classificata nella Poule.
La finale fu in gara unica tra le due vincitrici delle semifinali.

## Squadre partecipanti
| Club       | Sponsor                                       | Città             | Impianto interno                   |
| ---------- | --------------------------------------------- | ----------------- | ---------------------------------- |
| L’Aquila   |                                               | L'Aquila          | Stadio Fattori                     |
| Benetton   | Benetton (abbigliamento)                      | Treviso           | Stadio di Monigo                   |
| Bologna    | Viro (serramenti)                             | Bologna           | Stadio Arcoveggio                  |
| Calvisano  | Fly Flot (calzature)                          | Calvisano         | Stadio San Michele                 |
| Fiamme Oro |                                               | Roma              | Centro sportivo P.S. Ponte Galeria |
| Livorno    |                                               | Livorno           | Stadio Montano                     |
| Milan      |                                               | Milano            | Stadio Giuriati                    |
| Petrarca   | Simac (elettrodomestici)                      | Padova            | Stadio Plebiscito                  |
| Piacenza   | CariPiacenza (servizi bancari)                | Piacenza          | Stadio Beltrametti                 |
| Rugby Roma | Radio Dimensione Suono (editoria radiofonica) | Roma              | Stadio Tre Fontane                 |
| Rovigo     | Femi-CZ (sistemi portacavi)                   | Rovigo            | Stadio Battaglini                  |
| San Donà   | General Membrane                              | San Donà di Piave | Stadio Torresan                    |

## Prima fase

### Girone A
| 16-11-1997 | 1ª/6ª giornata              | 4-1-1998 |
| ---------- | --------------------------- | -------- |
| 38-21      | Benetton Treviso - L'Aquila | 26-25    |
| 36-34      | Calvisano - San Donà        | 25-16    |
| 6-34       | Piacenza - Rugby Roma       | 17-53    |
|            |                             |          |

| 7-12-1997 | 4ª/9ª giornata               | 1-2-1998 |
| --------- | ---------------------------- | -------- |
| 19-24     | Calvisano - Benetton Treviso | 19-29    |
| 49-21     | Rugby Roma - L'Aquila        | 28-21    |
| 28-32     | Piacenza - San Donà          | 19-18    |

| 23-11-1997 | 2ª/7ª giornata              | 11-1-1998 |
| ---------- | --------------------------- | --------- |
| 44-22      | Rugby Roma - Calvisano      | 10-24     |
| 23-14      | L'Aquila - Piacenza         | 13-27     |
| 5-62       | San Donà - Benetton Treviso | 15-32     |
|            |                             |           |

| 14-12-1997 | 5ª/10ª giornata             | 15-2-1998 |
| ---------- | --------------------------- | --------- |
| 92-19      | Benetton Treviso - Piacenza | 38-21     |
| 20-33      | L'Aquila - Calvisano        | 25-26     |
| 11-40      | San Donà - Rugby Roma       | 36-66     |

| 30-11-1997 | 3ª/8ª giornata                | 18-1-1998 |
| ---------- | ----------------------------- | --------- |
| 33-7       | Benetton Treviso - Rugby Roma | 19-13     |
| 23-8       | Calvisano - Piacenza          | 19-11     |
| 37-9       | L'Aquila - San Donà           | 17-13     |

#### Classifica
|  |    | Squadra    | G  | V  | N | P | PF  | PS  | P±   | B | Pt |
|  | -- | ---------- | -- | -- | - | - | --- | --- | ---- | - | -- |
|  | 1. | Benetton   | 10 | 10 | 0 | 0 | 393 | 164 | 229  | 0 | 20 |
|  | 2. | Rugby Roma | 10 | 7  | 0 | 3 | 344 | 210 | 134  | 0 | 14 |
|  | 3. | Calvisano  | 10 | 7  | 0 | 3 | 246 | 221 | 25   | 0 | 14 |
|  | 4. | L’Aquila   | 10 | 3  | 0 | 7 | 223 | 263 | −40  | 0 | 6  |
|  | 5. | Piacenza   | 10 | 2  | 0 | 8 | 170 | 345 | −175 | 0 | 4  |
|  | 6. | San Donà   | 10 | 1  | 0 | 9 | 189 | 362 | −173 | 0 | 2  |

### Girone B
| 16-11-1997 | 1ª/6ª giornata        | 4-1-1998 |
| ---------- | --------------------- | -------- |
| 32-20      | Rovigo - Milan        | 21-21    |
| 22-42      | Livorno - Bologna     | 11-35    |
| 12-55      | Fiamme Oro - Petrarca | 18-39    |
|            |                       |          |

| 7-12-1997 | 4ª/9ª giornata       | 1-2-1998 |
| --------- | -------------------- | -------- |
| 16-24     | Rovigo - Petrarca    | 20-23    |
| 11-18     | Bologna - Milan      | 25-45    |
| 25-29     | Livorno - Fiamme Oro | 16-24    |

| 23-11-1997 | 2ª/7ª giornata     | 11-1-1998 |
| ---------- | ------------------ | --------- |
| 61-9       | Milan - Fiamme Oro | 22-14     |
| 129-0      | Petrarca - Livorno | 50-22     |
| 5-10       | Bologna - Rovigo   | 17-52     |
|            |                    |           |

| 14-12-1997 | 5ª/10ª giornata     | 15-2-1998 |
| ---------- | ------------------- | --------- |
| 62-31      | Milan - Livorno     | 52-12     |
| 39-21      | Petrarca - Bologna  | 39-16     |
| 12-43      | Fiamme Oro - Rovigo | 22-57     |

| 30-11-1997 | 3ª/8ª giornata       | 18-1-1998 |
| ---------- | -------------------- | --------- |
| 16-10      | Petrarca - Milan     | 20-38     |
| 18-38      | Livorno - Rovigo     | 3-69      |
| 8-21       | Fiamme Oro - Bologna | 22-42     |

#### Classifica
|  |    | Squadra    | G  | V | N | P  | PF  | PS  | P±   | B | Pt |
|  | -- | ---------- | -- | - | - | -- | --- | --- | ---- | - | -- |
|  | 1. | Petrarca   | 10 | 9 | 0 | 1  | 434 | 167 | 267  | 0 | 18 |
|  | 2. | Rovigo     | 10 | 7 | 1 | 2  | 358 | 165 | 193  | 0 | 15 |
|  | 3. | Milan      | 10 | 7 | 1 | 2  | 349 | 191 | 158  | 0 | 15 |
|  | 4. | Bologna    | 10 | 4 | 0 | 6  | 229 | 266 | −37  | 0 | 8  |
|  | 5. | Fiamme Oro | 10 | 2 | 0 | 8  | 170 | 381 | −211 | 0 | 4  |
|  | 6. | Livorno    | 10 | 0 | 0 | 10 | 160 | 530 | −370 | 0 | 0  |

## Seconda fase

### Poule salvezza
| 22-2-1998 | 1ª/6ª giornata        | 29-3-1998 |
| --------- | --------------------- | --------- |
| 51-3      | Piacenza - Livorno    | 52-10     |
| 28-28     | Bologna - L'Aquila    | 20-37     |
| 23-18     | Fiamme Oro - San Donà | 24-65     |
|           |                       |           |

| 15-3-1998 | 4ª/9ª giornata       | 3-5-1998 |
| --------- | -------------------- | -------- |
| 42-37     | L'Aquila - San Donà  | 12-30    |
| 20-18     | Bologna - Piacenza   | 18-25    |
| 51-5      | Fiamme Oro - Livorno | 63-12    |

| 29-2-1998 | 2ª/7ª giornata        | 5-4-1998 |
| --------- | --------------------- | -------- |
| 34-10     | L'Aquila - Fiamme Oro | 17-24    |
| 29-15     | San Donà - Piacenza   | 23-29    |
| 18-26     | Livorno - Bologna     | 15-36    |
|           |                       |          |

| 2-3-1998 | 5ª/10ª giornata       | 10-5-1998 |
| -------- | --------------------- | --------- |
| 27-22    | Piacenza - Fiamme Oro | 17-31     |
| 30-10    | San Donà - Bologna    | 26-24     |
| 3-36     | Livorno - L'Aquila    | 7-92      |

| 8-3-1998 | 3ª/8ª giornata       | 26-4-1998 |
| -------- | -------------------- | --------- |
| 19-19    | Piacenza - L'Aquila  | 23-25     |
| 6-18     | Bologna - Fiamme Oro | 30-12     |
| 19-18    | Livorno - San Donà   | 12-66     |

#### Classifica
|  |    | Squadra    | G  | V | N | P | PF  | PS  | P±   | B | Pt |
|  | -- | ---------- | -- | - | - | - | --- | --- | ---- | - | -- |
|  | 1. | L’Aquila   | 10 | 6 | 2 | 2 | 342 | 201 | 141  | 0 | 14 |
|  | 2. | San Donà   | 10 | 6 | 0 | 4 | 342 | 210 | 132  | 0 | 12 |
|  | 3. | Fiamme Oro | 10 | 6 | 0 | 4 | 278 | 231 | 47   | 0 | 12 |
|  | 4. | Piacenza   | 10 | 5 | 1 | 4 | 276 | 200 | 76   | 0 | 11 |
|  | 5. | Bologna    | 10 | 4 | 1 | 5 | 218 | 227 | −9   | 0 | 9  |
|  | 6. | Livorno    | 10 | 1 | 0 | 9 | 104 | 491 | −387 | 0 | 2  |

### Poule scudetto
| 22-2-1998 | 1ª/6ª giornata           | 29-3-1998 |
| --------- | ------------------------ | --------- |
| 43-18     | Benetton Treviso - Milan | 76-29     |
| 18-40     | Calvisano - Petrarca     | 25-29     |
| 12-14     | Rovigo - Rugby Roma      | 20-52     |
|           |                          |           |

| 15-3-1998 | 4ª/9ª giornata               | 3-5-1998 |
| --------- | ---------------------------- | -------- |
| 50-21     | Benetton Treviso - Calvisano | 23-24    |
| 23-24     | Rovigo - Petrarca            | 8-30     |
| 19-26     | Milan - Rugby Roma           | 34-40    |

| 29-2-1998 | 2ª/7ª giornata              | 5-4-1998 |
| --------- | --------------------------- | -------- |
| 60-15     | Rugby Roma - Calvisano      | 25-23    |
| 23-21     | Petrarca - Benetton Treviso | 23-40    |
| 12-19     | Milan - Rovigo              | 24-39    |
|           |                             |          |

| 2-3-1998 | 5ª/10ª giornata      | 10-5-1998 |
| -------- | -------------------- | --------- |
| 24-27    | Calvisano - Rovigo   | 27-36     |
| 26-20    | Rugby Roma - Treviso | 22-39     |
| 40-14    | Petrarca - Milan     | 49-21     |

| 8-3-1998 | 3ª/8ª giornata            | 26-4-1998 |
| -------- | ------------------------- | --------- |
| 16-24    | Calvisano - Milan         | 28-28     |
| 35-18    | Rugby Roma - Petrarca     | 10-50     |
| 21-52    | Rovigo - Benetton Treviso | 24-41     |

#### Classifica
|  |    | Squadra    | G  | V | N | P | PF  | PS  | P±   | B | Pt |
|  | -- | ---------- | -- | - | - | - | --- | --- | ---- | - | -- |
|  | 1. | Petrarca   | 10 | 8 | 0 | 2 | 326 | 215 | 111  | 0 | 16 |
|  | 2. | Rugby Roma | 10 | 8 | 0 | 2 | 310 | 250 | 60   | 0 | 16 |
|  | 3. | Benetton   | 10 | 7 | 0 | 3 | 415 | 231 | 184  | 0 | 14 |
|  | 4. | Rovigo     | 10 | 4 | 0 | 6 | 229 | 300 | −71  | 0 | 8  |
|  | 5. | Milan      | 10 | 1 | 1 | 8 | 223 | 376 | −153 | 0 | 3  |
|  | 6. | Calvisano  | 10 | 1 | 1 | 8 | 221 | 342 | −121 | 0 | 3  |

## Fase aplay-off
|  | Barrage    | Barrage    | Barrage |  |  | Semifinali | Semifinali | Semifinali | Semifinali |   |  | Finale   | Finale   | Finale |  |
|  |            |            |         |  |  |            |            |            |            |   |  |          |          |        |  |
|  | Rovigo     | Rovigo     | 23      |  |  |            |            |            |            |   |  |          |          |        |  |
|  | L’Aquila   | L’Aquila   | 6       |  |  | Rovigo     | Rovigo     | 25         | 0          |   |  |          |          |        |  |
|  |            |            |         |  |  | Petrarca   | Petrarca   | 24         | 19         |   |  |          |          |        |  |
|  |            |            |         |  |  |            |            |            |            |   |  | Petrarca | Petrarca | 3      |  |
|  | Benetton   | Benetton   | 40      |  |  |            |            | Benetton   | Benetton   | 9 |  |          |          |        |  |
|  | CUS Padova | CUS Padova | 12      |  |  | Benetton   | Benetton   | 34         | 28         |   |  |          |          |        |  |
|  |            |            |         |  |  | Rugby Roma | Rugby Roma | 8          | 28         |   |  |          |          |        |  |

### Barrage
| Arbitro: | De Falco (Napoli) |

|                          |      |               |
| Motta 42’ Scanavacca 64’ | mt   |               |
| Scanavacca 42’, 64’      | tr   |               |
| Scanavacca 14’, 21’, 26’ | c.p. | 18’, 56’ Masi |

| Arbitro: | Milan (Rovigo) |

|                                                                        |    |                        |
| Manteri 34’, 45’ Troncon 41’ Checchinato 48’ Gardner 55’ M. Dallan 80’ | mt | 51’ Mozzato 77’ Faggin |
| Sherrell 41’, 46’, 48’, 55’, 80’                                       | tr | 51’ S. Franchini       |

### Semifinali
| Arbitro: | Morandin (Padova) |

|                                                        |      |             |
| Gardner 37’                                            | mt   | 42’ Pértile |
| Sherrell 37’                                           | tr   |             |
| Sherrell 11’, 25’, 29’, 39’, 40+2’, 57’, 61’, 63’, 72’ | c.p. | 55’ Peens   |

| Arbitro: | Giacomel (Musile di Piave) |

|                                                   |      |                                  |
| Kavtarashvili 15’ Tellarini 19’ Golfetti 46’, 70’ | mt   | 3’ tecnica 54’ Martin 62’ D’Anna |
| Scanavacca 70’                                    | tr   | 3’, 54’, 62’ Berry               |
| Scanavacca 30’                                    | c.p. | 28’ Berry                        |

| Arbitro: | Marco Salera (Roma) |

|                          |      |  |
| Piovene 73’              | mt   |  |
| Berry 73’                | tr   |  |
| Berry 21’, 35’, 42’, 63’ | c.p. |  |

| Arbitro: | Lombardi (Napoli) |

|                                    |      |                                            |
| De Luca 8’ Siciliano 37’ Peens 66’ | mt   | 62’ Saviozzi 80’ Glendinning 80+3’ Bergamo |
| Peens 8’, 37’                      | tr   | 62’, 80’ Sherrell                          |
| Peens 40+2’, 55’, 58’              | c.p. | 3’, 6’, 46’ Sherrell                       |

### Finale
| Arbitro: | Faccioli (Villadose) |

| |              | |
| Sherrell 18’, 27’, 66’ | c.p.         | 60’ Berry |
| · Pilat · M. Perziano · 41’ I. Francescato · M. Dallan · D. Dallan · Sherrell · Troncon · Checchinato · 61’ Rigo · Glendinning · 25-35’ Scaglia · Cristofoletto · Grespan · 70’ Moscardi · Dal Sie | Formazioni   | · Rolleston 80+4’ · D'Anna · Piovene · Martin · F. Rampazzo · Berry · Dalla Nora · R. Piovan · Covi 25-35’ · Saetti · Stocco · Giacon 79’ · Muraro 70’ · Moretti · Menapace |
| · 41’ Mazzariol · 61’ Bot · 70’ Saviozzi | Sostituzioni | · Vigolo 70’ · Zulian 79’ · D. Piovan 80+4’ |
| Christian Lanta | Allenatori   | Vittorio Munari |

## Verdetti
- Benetton: campione d'Italia.
- Benetton e Petrarca: qualificate alla Heineken Cup 1998-99
- Rovigo, Rugby Roma: qualificate alla European Challenge Cup 1998-99
- Bologna, Livorno: retrocesse in serie A2 1998-99
- Milan: ritiro dal campionato e cessione del titolo sportivo e della prima squadra al Calvisano